# アッリーゴ、ピエトロ、アモンの三人の肖像画
『アッリーゴ、ピエトロ、アモンの三人の肖像画』（せいチェチリアのほうえつ、伊: Triplo ritratto di Arrigo peloso, Pietro matto e Amon nano、英: Triple Portrait of Arrigo, Pietro and Amon）、または『毛深いアッリーゴ、狂ったピエトロと小さなアモン』（けぶかいアッリーゴ、くるったピエトロとちいさなアモン、伊: Arrigo peloso, Pietro matto e Amon nano、英: Hairy Harry, Mad Peter and Tiny Amon）は、イタリア・バロック期の画家アゴスティーノ・カラッチが1598-1600年にキャンバス上に油彩で制作した絵画である。アゴスティーノが、オドアルド・ファルネーゼ枢機卿のためのファルネーゼ宮殿 (ローマ) 内部のフレスコ画制作で弟のアンニーバレ・カラッチを手伝っていた時期に描かれた。この絵画は本来、ファルネーゼ宮殿向かいのパラッツェット (「小宮殿」の意) に飾られていたが、1662年にパルマのジャルディーノ宮殿に移され、次いで1734年にナポリに送られた。現在、ナポリのカポディモンテ美術館に所蔵されている。

## 作品
この絵画は以前、寓意画または神話画であると誤って特定化されていたが、ロベルト・ザッペーリが集団肖像画であると特定化した。右には毛深い多毛症のアッリーゴ・ゴンザレスがおり、その右側には「気違いピエトロ」がいる。左側には小人症のアモンがおり、彼の肩にはオウムが、右腕の下には犬がいる。彼らは3人ともパルマ公国の宮廷のエンターテイメント的存在であった。
アッリーゴはカナリア諸島出身の人物で、1595年にパルマ公国のラヌッチョ1世・ファルネーゼから兄弟のオドアルド・ファルネーゼ枢機卿に贈られた。彼の父と姉も体中が毛に覆われていた。ピエトロは道化であったが、とりわけ狂った言動を期待される存在であった。アモンはロドモンテという名の短縮形であり、ロドモンテはマッテーオ・マリーア・ボイアルドの『恋するオルランド』やルドヴィーコ・アリオストの『狂えるオルランド』に登場する、横柄で自慢屋の偉丈夫であった。

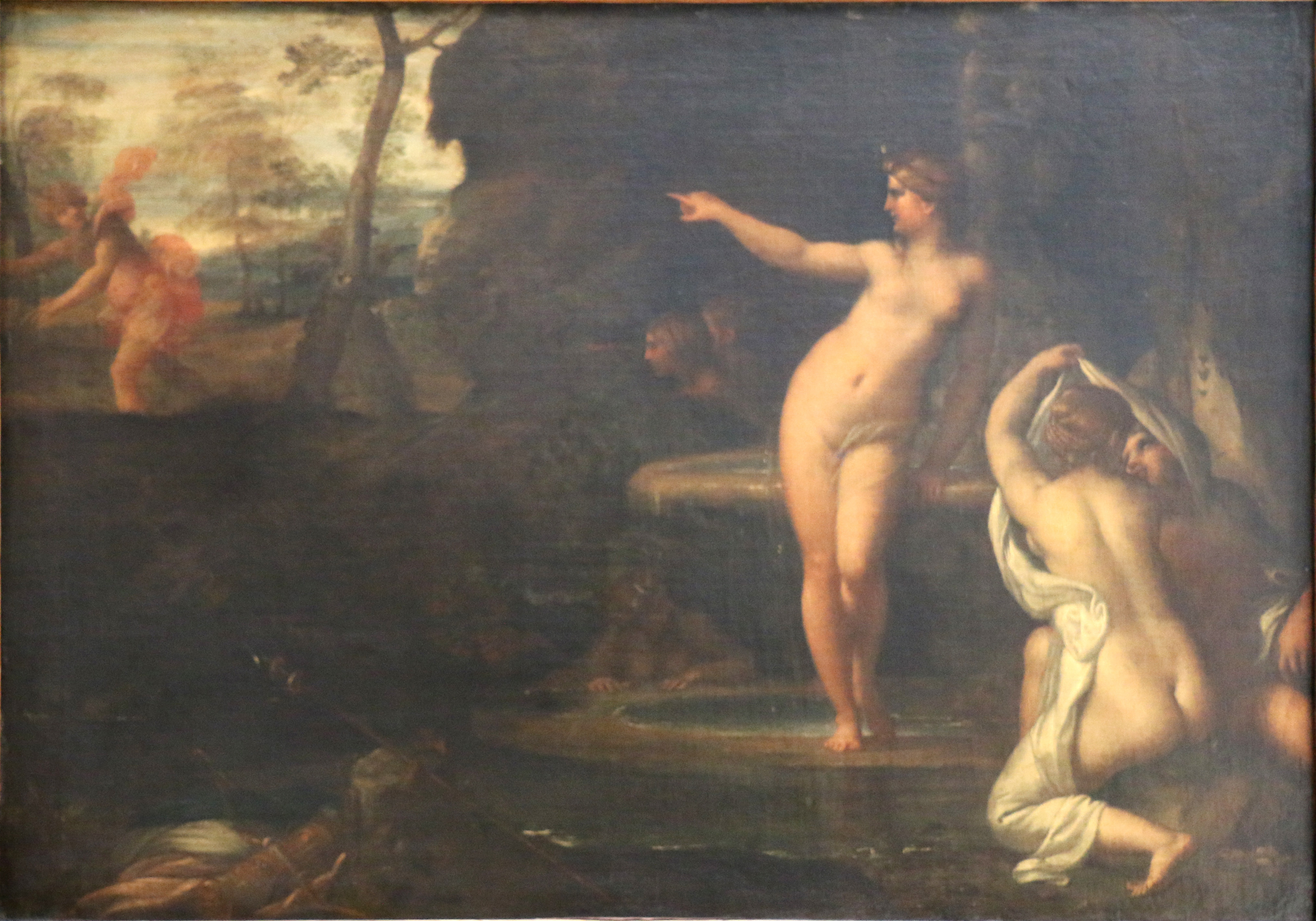
アンニーバレまたはアゴスティーノ・カラッチ『ディアナとアクタイオン』、ベルギー王立美術館、ブリュッセル

本作で3人の人物は、サル、犬、オウムとともに描かれているが、ザッペリによれば、それは3人が当時の西洋文明において「自然の驚異」として動物に近い存在とされたからである。アッリーゴはその毛深さとカナリア諸島出身という点で野性的と見なされた。毛深さは西洋文明において古来野性の象徴であり、またカナリア諸島はヨーロッパの辺境かつ新大陸への玄関口として、未開の地と関連付けられていた。アモンやピエトロもやはり、彼らの肉体的、精神的な異常さによって動物に近い存在と見なされていた。一方、本作に描かれる動物たちは最も人間に近く、知能も発達したものたちである。画中の人間と動物たちは、当時の人々のメンタリティーにおいて結び付けられたのである。
本作は、かつてローマのファルネーゼ宮殿から道を隔てたパラッツェット (「小宮殿」の意) に飾られていた。ここの1階の部屋は、ドメニキーノによる『アドニスの死』、『瀕死のナルキッソス』、『アポロンとヒュアキントス』の壁画で装飾されていた。一方、本作のあった2階の部屋には、アンニーバレまたはアゴスティーノによる『ディアナとアクタイオン』 (ベルギー王立美術館、ブリュッセル) と『エウロパの略奪』 (個人蔵) があった。研究者渡辺晋輔によれば、1階と2階のこれらの作品の配置は偶然ではなく、意図的なものであった。すなわち、1階にはオウィディウスの『変身物語』中の人間が植物に変身する物語を表した絵画が、2階には同じく『変身物語』中の人間が動物に変身する物語を表した絵画が配置されたのである。